# Бурцев, Александр Евгеньевич
Александр Евгеньевич Бурцев (1869 — 29 октября 1938) — русский библиофил, библиограф, издатель, коллекционер живописи, автор работ по этнографии. Купец 1-й гильдии, почётный гражданин Петербурга.
- Собрал большую библиотеку, издавал её описания, перепечатывал редкие книги.
- Собрал значительную коллекцию автографов.
- Устраивал выставки своих собраний.
- Мечтал основать музей нового русского искусства.

## Биография
- В 1882 переехал в Санкт-Петербург и служил в меняльной лавке своего дяди.
- После смерти дяди меняльная лавка перешла к Бурцеву, который преобразовал дело и превратил его в банкирскую контору[1].
- Банкирский дом Бурцевых (старшего брата, Павла Евгеньевича и Александра Евгеньевича) входил в списки самых крупных банковских домов России.
- В конце 1918 все капиталы Бурцева были аннулированы, особняк был национализирован.
- В период НЭПа, благодаря М. Горькому, Бурцев с сыном открыли книжную лавку, где распродавали книги из коллекции. У него нередко бывали А. М. Горький, А. В. Луначарский. В. А. Десницкий, а также крупные библиофилы И. И. Рыбаков, З. И. Гржебин[1].
- Бурцев закрыл свою книжную лавку и стал жить тем, что сдавал на комиссию по аукционам этюды и картины Рериха, Судейкина и других художников, а большую часть своего архива продал Пушкинскому дому и Публичной библиотеке[1].
- В конце 1920-х годов работал сотрудником библиотеки при Педагогическом институте им. А. И. Герцена.
- В 1935 году Бурцев с супругой, дочерью, зятем и внучкой был выслан в Астрахань. Они вывезли с собой рукописную часть коллекции и некоторые живописные работы.
- Осужден 01.10.1938 тройкой при УНКВД Сталинградской области. Обвинен в связях с финским консульством в Ленинграде и финской разведкой[2].
- Расстрелян 29.10.1938 года[2].
- Реабилитирован в 1963[2].

## Букинист
Будучи молодым человеком Бурцев стал покупать собрания сочинений и старинные книги.
В 1895 году Бурцев издал каталог «Русские книжные редкости: Библиографический список редких книг», где были указаны редкие русские книги Бурцева, которые он собирал на протяжении многих лет. Собранная им библиотека состояла из 1500 редких и замечательных изданий. Каждая книга сопровождалась библиографическим описанием, а также ценой, по которой Бурцев её приобрёл.
Собрание Бурцева, включая рукописи, письма и автографы русских писателей от Ломоносова до наших современников, было приобретено у дочери Бурцева Ольги Александровны Государственным архивом литературы и искусства, где ныне и находится.

## Собиратель живописи
Бурцев также покупал картины, причём по-купечески: когда Судейкин вздумал поехать за границу, он обратился к Бурцеву с предложением продать ему все этюды и картины, которые у него накопились в мастерской, и Бурцев, не глядя, уплатил ему 2 тысячи рублей. На эти деньги художник уехал за границу. Известно, что Бурцев покупал картины у Рериха, Петрова-Водкина и других художников. Кое-кто из художников, зная его пристрастие к русским сюжетам, стал писать картины на русские сюжеты специально для него. Бурцев воспроизводил приобретаемые картины в своих изданиях. Собрание Бурцева так разрослось, что он задумал организовать Музей русского искусства и литературы. На улице Бассейной, дом 10 он построил здание с большими выставочными залами, и стал периодически устраивать выставки картин и рисунков своего собрания. По указанию Валерия Дудакова,часть коллекции Бурцева унаследовал театральный художник В.П. Гилев.

## Издатель
С 1896 начал издательскую деятельность, результатом которой стали более двухсот уникальных изданий (этнографические материалы, рукописи, описания редких книг и документов, собрания гравюр и акварелей, и др.). Был редактором нескольких собственных альманахов и журналов («Собиратель: художественно-библиографический журнал», «Мой журнал: для любителей искусства и старины», «Для немногих: художественный сборник, издаваемый А. Е. Бурцевым» и др.). Издал в Санкт-Петербурге «Каталог русских редких книг» (1896), «Описание редких российских книг в 5 томах» (1897) и другие. Издавал «Мой журнал для немногих», «Собиратель», «Муравейник», «Досуги библиофила», «Свободные часы» и другие.

## Полное собрание этнографических трудов А.Е. Бурцева
Круг его интересов был широк, но одно из главных мест занимало изучение жизни и быта русского народа, обычаев, поверий, сказаний, результатом чего стало 11-томное собрание сочинений этнографических трудов Бурцева, вышедшее в Петербурге в 1910-1911 годах.

## «Мой журнал для немногих»
Бурцев издавал описание своей коллекции "Мой журнал для немногих или библиографическое обозрение редких художественных памятников русского искусства, старины, скульптуры, старой и современной живописи, отечественной палеографии и этнографии и других исторических произведений, собираемых А.Е.Бурцевым".
Журнал издавался не для продажи, малыми тиражами (около 120 экз.), ныне является библиографической редкостью.
Отдельные номера журнала были посвящены:
- 1913 г., № 1 - Художник Борис Дмитриевич Григорьев и его творчество. - 26 с.
- 1913 г., № 13 - Художник Иван Силович Горюшкин-Сорокопудов и его художественное творчество.
- 1914 г., № 7 - посвящён творчеству художника М.А.Балунина.

## Сочинения
- Народный быт великого севера [Текст] : его нравы, обычаи, предания, предсказания, предрассудки, притчи, пословицы, присловия, прибаутки, перегудки, припевы, сказки, присказки, песни, скороговорки, загадки, счеты, задачи, заговоры и заклинания : в 3 т. / сост. Александр Евгеньевич Бурцев. - Санкт-Петербург : тип. И. Ефрона, 1826-1917.
- Т. 1. , 497 с.
- Т. 2. , 506 с.
- Т. 3. , 674 с.
- Сказки, рассказы и легенды крестьян Северного края / Сост. А.Е. Бурцев. - Санкт-Петербург : типо-лит. Ф. Вайсберга, 1897. - [12], 388 с
- Описание старых и редких русских газет, журналов, разных летучих листков и лубочных картинок / А.Е. Бурцев. - Санкт-Петербург, 1901. - [2], 135 с.
- Обстоятельное библиографическое описание редких и замечательных книг, брошюр, художественных изданий, старых и новых рукописей, гравюр, грамот, портретов, лубочных картинок, указов и разных летучих листов, с пояснительными замечаниями и полными перепечатками более редких книг и др. библиографических материалов [Текст] / составил А. Е. Бурцев. - Санкт-Петербург : Типография "Акц. общ. Брокгауз-Ефрон", 1901. - 28 см.
- Т. 1. - 1901. - [8], 306 с.
- Т. 2. - 1901. - [2], 307-644 с.
- Т. 3. - 1901. - [2], 346 с.
- Т. 4. - 1901. - [2], 292 с.
- Т. 5. - 1901. - [2], 361 с.
- Т. 6. - 1901. - [2], 324 с.
- Т. 7. - 1901. - [4], 110 с.
- Словарь редких книг и гравированных портретов : в 7 т. : репринтное издание 1905 г. / А. Е. Бурцев. -  СПб : Альфарет, 2007.
- Русские народные сказки и суеверные рассказы про нечистую силу.Т.1-2. - СПб., 1910.
- Полное собрание этнографических трудов Александра Евгеньевича Бурцева] : [с портретом автора материалов и некоторых художников] / [иллюстрировано художниками: А. Альбрехт [и др.]. - Санкт-Петербург : [б. и.], 1910-1911. - 25х25 см.
- Т. 6. Легенды русского народа. - 1910. - 315 с. : ил.
- Т. 7. Сказания русского народа; Детские игры и забавы. - 1911. - 273 с
- Т. 8. Заговоры и заклинания русского народа; Шутки, прибаутки, перегудки, припевы, присказки, скороговорки, счет и задачи: пословицы и поговорки русского народа. - [1911]. - 283 с.
- Т. 9. Народные присловия; Загадки русского народа; Народный календарь примет, обычаев и поверий на св. Руси. - [1911]. - 309 с.
- Т. 10. Народный лечебник; Народные поверья, приметы, предсказания, предрассудки и обычаи русского народа; Припевочки и набирушки деревенские. - 1911., 315 с.
- Т. 11. Русские народные песни. - 1911., 221 с.
- Жизнь русского народа, его нравы и обычаи в картинах художников и в снимках с натуры : [Год изд. 1-й]. Т. 1-3 / А.Е. Бурцев. - Санкт-Петербург : тип. Е. Вейерман и К°, 1914. - 3 т.; 24.
- Т. 1. - 1914., 33-47 с.
- Т. 2. Детские игры и забавы [и др. материалы. - 1914]. , 94-105 с.
- Т. 3.; Рекруты и новобранцы [и др. материалы. - 1914]. , 138 с.,
- Бурцев А. Е. Народный быт великого севера Архивная копия от 21 апреля 2018 на Wayback Machine. Его нравы, обычаи, предания, предсказания, предрассудки, притчи, пословицы, присловия, прибаутки, перегудки, припевы, сказки, присказки, песни, скороговорки, загадки, счеты, задачи, заговоры и заклинания / сост. А. Е. Бурцев / отв. ред. О. А. Платонов. — М.: Институт русской цивилизации, 2015. – 624 с. ISBN 978-5-4261-0113-5
- Бурцев А. Е. Русский народ. Полное собрание этнографических трудов Александра Бурцева В 2 томах,

Издательство: Институт Русской цивилизации, Переплет: твердый; 1184 страниц; 2017 г. ISBN 978-5-4261-0168-5